# Kaffrine
Kaffrine ist eine Stadt im Zentrum des Senegal. Sie ist Hauptstadt der Region Kaffrine und des Départements Kaffrine.

## Geographische Lage
Kaffrine liegt in einem weit ausgedehnten Tiefland im zentralen Erdnussanbaugebiet des Senegal, dem Erdnussbecken. Dieses wird nördlich der Stadt durch das Bett des Saloum, das hier nur zur Regenzeit Wasser führt, zum Meer hin entwässert. 
Der größte Teil der Stadt weist ein wie am Reißbrett entworfenes schachbrettartiges Straßenmuster auf, das sich an der in West-Ost-Richtung durch die Stadt führenden Bahnstrecke und an der südlich davon spitzwinkelig dazu verlaufenden Nationalstraße orientiert.
Kaolack, die nächstgelegene Regionalpräfektur, liegt im Westen und ist 60 km entfernt. Bis zur Hauptstadt Dakar sind es 249 km.

## Bevölkerung
Die letzten Volkszählungen ergaben für die Stadt jeweils folgende Einwohnerzahlen:
| Jahr | Einwohner |
| ---- | --------- |
| 1988 | 16.957    |
| 2002 | 25.768    |
| 2013 | 39.537    |

## Verkehr
Der Lage an der Nationalstraße N 1, die von Dakar im Westen nach Tambacounda und weiter bei Kidira über die malische Grenze nach Kayes führt, verdankt Kaffrine seine Bedeutung als Raststation. 
Die Bahnstrecke von Dakar nach Bamako, die für den Güterverkehr mit dem Nachbarland Mali von Bedeutung ist, führt mitten durch Kaffrine.

## Persönlichkeiten
- Iba Der Thiam (1937–2020), Schriftsteller, Historiker und Politiker